# Banco di Santo Spirito
Ne doit pas être confondu avec Banco Espirito Santo.

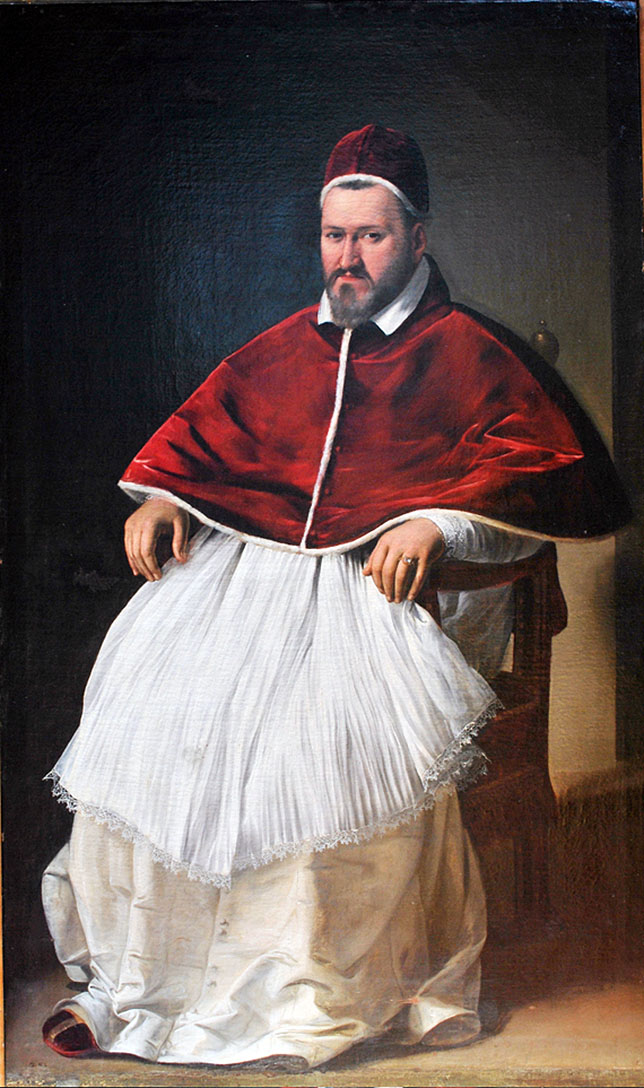
Le Pape Paul V fondateur de la banque en 1605

Le Banco di Santo Spirito, créée en 1605 par décision du Pape Paul V, et fusionnée avec la Banca di Roma en 1992, fut la banque du Vatican.

## Historique
La banque est créée le 13 décembre 1605 par décision du Pape Paul V, dont l'activité débute en février 1606 dans l'annexe de l'hôpital « Santo Spirito » de Rome. Le pape Jules II désigne le palazzo della Zecca Vecchia comme siège de la banque. La façade est reprise par Antonio da Sangallo le Jeune, et l'intérieur par l'architecte Giovanni Tommasi Ripoli. Le bâtiment devient le siège de la banque en 1665. Dans ses débuts, la banque assure trois types de services financiers : caisse de dépôts, financement du Trésor, et émissions monétaires liées au scudo pontifical.
En 1750, le pape Benoît XIV restructure les activités de la banque. À cette époque, la banque innove en créant des reçus de dépôts échangeables, établissant les prémices de la monnaie en papier. En 1785, la banque commence à imprimer les reçus de dépôts. L'instauration de la république de Rome et les invasions par les troupes de Napoléon perturbent l'activité de la banque, qui se stabilise en 1818 avec le retour du pape Pie VII. En 1836, le pape Grégoire XVI ordonne la création de la Cassa di Risparmio di Roma, l'activité épargne de la banque. L'activité épargne permet à la banque de diversifier ses placements et accroître son influence.
En 1871, lorsque l'Italie est unifiée et Rome en devient la capitale, la Banco di Santo Spirito lance ses activités de crédit, en commençant par les crédits immobilier. En 1894, elle est mise en liquidation, mais elle est reconstituée en 1897 comme « Istituto di Credito Fondiario del Banco di Santo Spirito » (Institut de crédit de la banque de Santo Spirito). Au début du XXe siècle, la banque contribue aux investissements pour les constructions de chemins de fer, et développe des zones d'habitation à loyer modéré avec les maisons saisies dans le cadre des contrats de crédit immobilier. Ce n'est qu'en 1923 qu'elle devient « Banco di Santo Spirito S.p.A. . », une société anonyme. À la suite de la crise économique de 1929, l'IRI (Institut de reconstruction industrielle) en prend le contrôle en 1935.
En 1989, l'IRI cède la Banco di Santo Spirito à la Cassa di Risparmio di Roma. En avril 1991, la société issue de la fusion entre Banco di Santo Spirito et Cassa di Risparmio di Roma entre en bourse, puis le nouvel ensemble fusionne avec Banco di Roma en 1992 pour donner naissance à la Banca di Roma. À partir de 1995, la société ne renouvelle plus la protection de la marque en Italie.
La banque a donné son nom à une rue de Rome, la Via del Banco di Santo Spirito.